# Генріх Лев
Ге́нріх Лев (нім. Heinrich der Löwe; 1129 — 1195) — монарх із династії Вельфів, герцог Саксонії (під ім'ям Генріха III) у 1142—1180 роках та герцог Баварії (під ім'ям Генріха XII) у 1156—1180 роках. Син герцога Саксонського та Баварського Генріха Гордого та Гертруди Суплінбурзької, дочки імператора Лотара II.

## Біографія

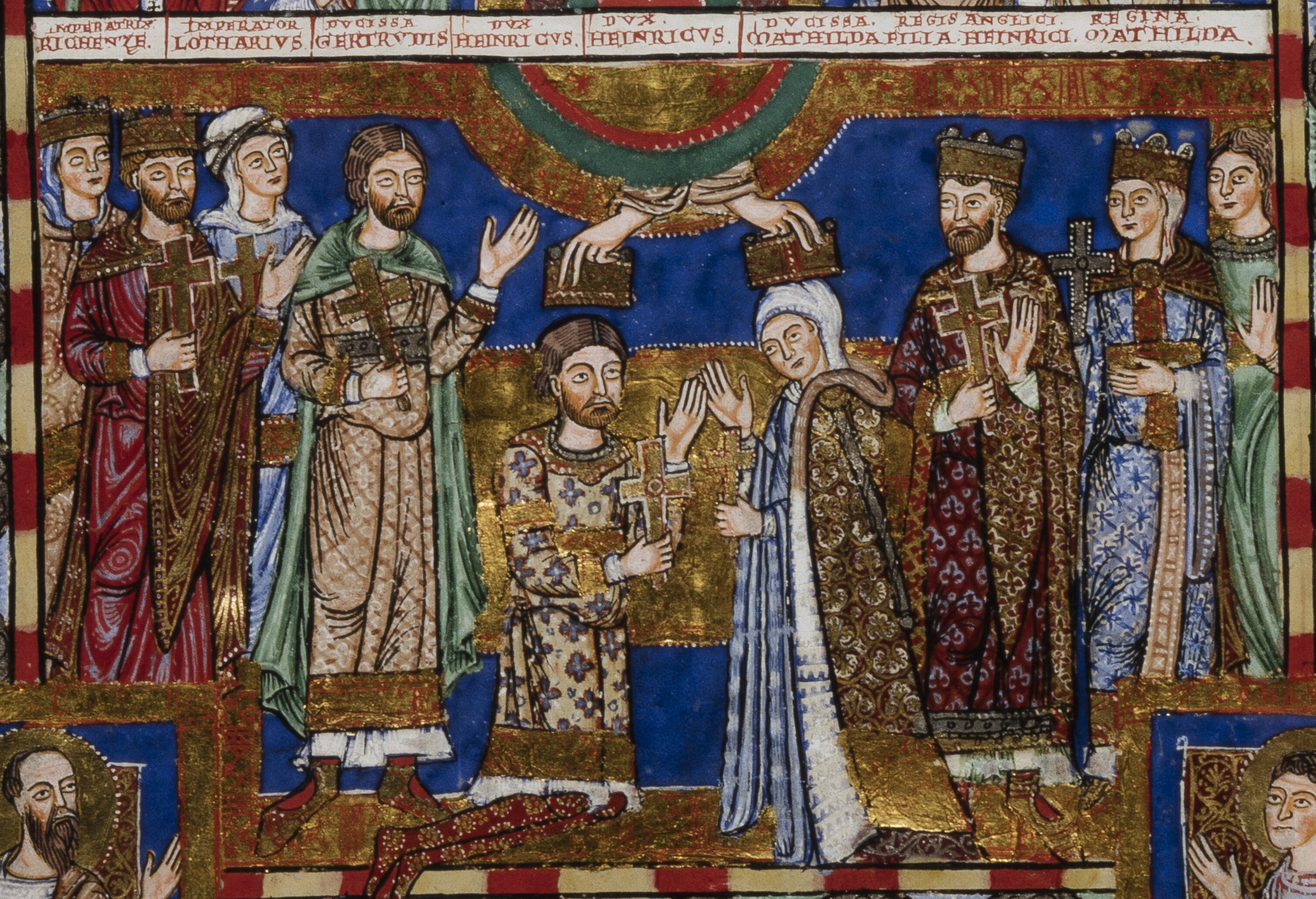
Генріх Лев та Матильда

Генріх Гордий помер, коли його синові було всього десять років. Противник Вельфів, король Німеччини Конрад III, позбавив їх володінь, передавши Саксонію Альбрехту, а Баварію — Леопольду Австрійському. Однак Генріх Лев домігся, щоб у 1142 році йому повернули Саксонію. У 1156 році, вже за нового короля Фрідріхові Барбароссі, Вельфам була передана Баварія.

У 1147 Генріх Лев разом з Альбрехтом очолив хрестовий похід на схід проти слов'ян, що закінчився невдачею. У тому ж році Генріх одружився з принцесою Клеменц, до шлюбу Церінген, отримавши як посаг Швабію. Фрідріх Барбаросса домігся розірвання цього шлюбу і відібрав у Вельфа Швабію, давши взамін деякі володіння в Саксонії.

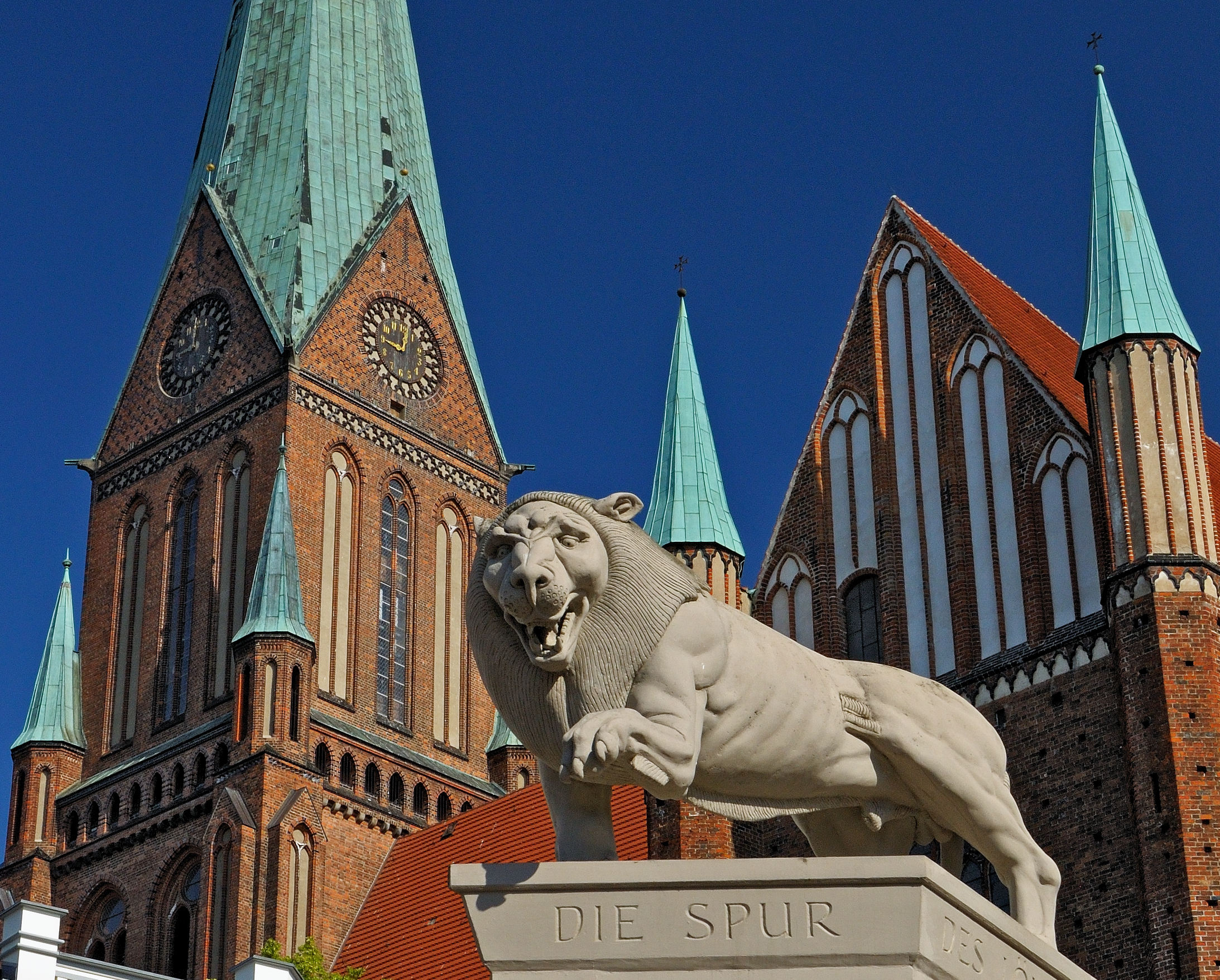
Пам'ятник Генрихові Леву біля Собору у Шверині

У 1168 Генріх Лев одружився з Матильдою, донькою англійського короля Генріха II та Елеонори Аквітанської.
В результаті подальших походів на схід, починаючи з 1160 року, Генріх Лев захопив майже всю територію бодричів і став володарем величезної території на схід від Ельби. Посилення Вельфа викликало різкий конфлікт між ним та імператором Фрідріхом I Барбароссою. Коли Генріх Лев відмовився від участі в поході імператора на Італію, Фрідріх організував над ним судовий процес (1180).
Як наслідок, Генріх Лев позбувся більшості своїх володінь (у його руках залишилися лише Брауншвейг і Люнебург).
Генріх помер 6 серпня 1195 року в Брауншвейзі.

## Родина
Дружина — Матильда Платагенет
Діти:
- Матильда
- Генріх V (пфальцграф Рейнський),
- Лотар (1174-1190)
- Оттон IV, імператор
- Вільгельм (герцог Люнебурга)